# 沖縄県立沖縄工業高等学校
沖縄県立沖縄工業高等学校（おきなわけんりつ おきなわこうぎょうこうとうがっこう）は、沖縄県那覇市松川三丁目にある県立工業高等学校。略称は「沖工」（おきこう）。

## 沿革
- 1902年6月15日 - 首里区立工業徒弟学校として首里区字当蔵（旧小禄殿内）で開校。開設学科：木工科（指物）、漆工（?漆）
- 1912年4月1日 - 木工科に建築部を設置
- 1914年4月1日 - 沖縄県立工業徒弟学校となる
- 1921年6月13日 - 沖縄県立工業学校となる。建築科を設置
- 1945年4月 - 第二次世界大戦、沖縄戦において、米軍の空襲により校舎全壊。鉄血勤皇隊および通信隊として97名の学徒が戦場に動員され、そのうち88名の学徒が戦死した[1]。
- 1948年4月1日 - 沖縄民政府立工業高等学校として那覇市安謝で開校。設置学科：本科（3年課程）機械科・電気科・建築科。研究科（1年課程） 機械科・建築科
- 1952年
  - 4月1日 - 琉球政府設立により、琉球政府立工業高等学校となる。木材工芸科新設
  - 12月 - 現在地への校舎移転完了
- 1955年4月1日 - 定時制課程設置（機械科・電気科・建築科）
- 1956年4月1日 - 漆工科新設
- 1957年4月1日 - 土木科新設
- 1958年4月1日 - 女子木材工芸科新設
- 1959年4月1日 - 自動車科新設
- 1963年4月1日 - 工業化学科新設。木材工芸科・漆工科・女子木材工芸科を廃し、工芸科を設置する。（工芸科を木材工芸・漆工・デザインの3コースに分ける）
- 1964年4月1日 - 琉球政府立沖縄工業高等学校に改称（電気科に電気コース・電子コースを設置）
- 1966年1月28日 - 電子科新設（電気科電子コースを電子科に改称）
- 1971年4月1日 - インテリア科、デザイン科を新設。（工芸科の木工・漆工・デザインの各コースは廃止）
- 1972年
  - 4月1日 - 自動車科・電気科廃科
  - 5月15日 - 日本復帰に伴い、沖縄県立沖縄工業高等学校となる
- 1985年3月1日 - インテリア科・デザイン科廃科（沖縄県立浦添工業高等学校へ）
- 1989年4月1日 - 電子機械科新設（機械科学年進行で廃科）
- 1990年4月1日 - 電子科を情報電子科に学科改編
- 1992年4月1日 - 生活情報科新設
- 2010年4月1日 - 定時制課程の生徒募集を停止。以降那覇工業高等学校で定時制を合併させた

## 設置学科
全日制
- 電子機械科
- 情報電子科
- 建築科
- 土木科
- 工業化学科
- 生活情報科

## 著名な出身者
- 島袋光年 - 漫画家
- ハリケーン照 - 元プロボクサー
- 護得久栄昇 - 歌手、本名は金城博之でお笑い芸人（ハンサム）
- 高田充 - 元プロテニス選手、テニス指導者
- ハンジロウ - お笑い芸人